# 切尔诺贝利核事故

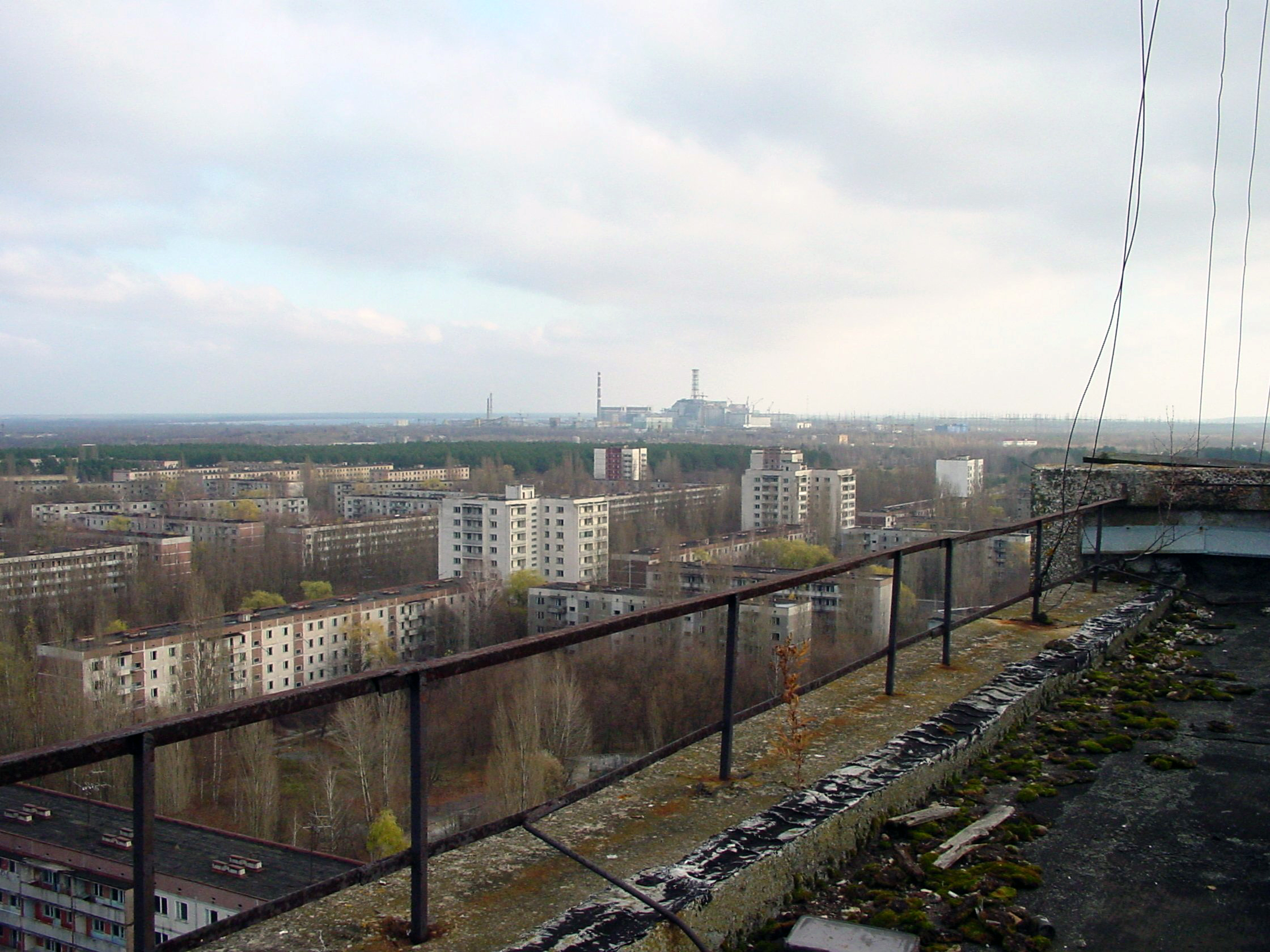
被遺棄的城市普里皮亚季市與在遠方的切尔诺贝利核電站

压力管式石墨慢化沸水反应炉(RBMK)反应堆结构示意

切爾諾貝爾核事故（羅馬化：Avariya na Chernobyl'skoy AES，羅馬化：Chornobylska katastrofa），或稱車諾比事件，是一起發生於1986年4月26日，地址位於苏联乌克兰普里皮亚季市切尔诺贝利核电站核電廠4號反應爐發生燃料棒破裂而導致爐心熔毀之事故。該事故是歷史上最嚴重的核電事故，也是首例被國際核事件分級表評為最高第七級事件的特大事故。該事故對蘇聯影響甚大，蘇聯官方的報告表示，約60%受到輻射塵污染的地區皆位於核電廠以北白俄罗斯境內。經濟上，這場災難總共损失大概六百八十亿美元（已计算通货膨胀），是近代歷史中代價最大的災難。
這場災難發生在一次模擬停電狀況下冷卻反應爐的測試。儘管反應爐功率意外下降，操作人員仍然執行了測試。在這種情況下，由於設計缺陷，試圖關閉反應爐反而導致劇烈的功率暴衝。反應爐的部件因此破裂、冷卻劑流失，接著發生蒸汽爆炸與核心熔毀，最終摧毀了4號反應爐建築，並引發爐心火災，放射性污染物隨之擴散至整個蘇聯和歐洲。事故發生後36小時內，政府設立了半徑10公里的隔離區，初步撤離了約4萬9千人。隔離區之後擴大到30公里，額外撤離了大約6萬8千人。
随后暴露在大气中的堆芯内高温石墨因接触氧气引发大火，一直持续到1986年5月4日。大火所释放的放射性尘埃随大气流动在苏联和欧洲的其他部分地表沉降，所释放的放射性物质量与初始爆炸大致相当，其中大约70%沉降在了距离事故发生地16千米外的白俄罗斯。被核能輻射塵污染的雲層飄往众多地区，包括蘇聯西部的部分地區、西歐、東歐、斯堪地那維亞半島、不列顛群島和北美東部部分地區。此外，烏克蘭、白俄羅斯及俄羅斯境內均受到嚴重的核污染，超過336,000名的居民被迫撤離。這次災難所釋放出的总輻射劑量是第二次世界大戰時期廣島原子彈爆炸的400倍以上。
爆炸造成兩名工程師死亡，另有兩人嚴重燒傷，隨後展開緊急行動以撲滅火勢並穩定反應爐。在237名送醫的工人中，有134人出現急性輻射症候群（ARS）症狀；其中28人在三個月內死亡。此後十年間，又有14名工人死亡（其中9人曾罹患ARS），多數死因與輻射無直接關聯。這是商業核能發電歷史上唯一一起確認有輻射致死案例的事件。
截至2005年，受災地區共通報6,000起兒童甲狀腺癌病例，其中「相當大比例」被認為與這場事故有關。根據聯合國原子輻射影響科學委員會的估計，核污染造成的死亡人數不到100人。對於最終死亡總數的預測仍存在爭議；世界衛生組織2006年一項研究預估，烏克蘭、白俄羅斯及俄羅斯將可能出現約9,000起與癌症相關的死亡案例。
這次意外引起了全世界對於蘇聯核電工業上的核能安全顧慮，并減緩了一系列的核電工程進度。同時，此事件令蘇聯政府的訊息公佈更趨透明化。蘇聯解體後的獨聯體及各獨立國家，包括俄羅斯聯邦、烏克蘭、白俄羅斯，至今仍為切尔诺贝利事件所遺留下來的污染問題付出極大的代價，以切尔诺贝利核电站为中心半径30公里内的大片乌克兰和白俄罗斯领土至今仍被两国政府列为管制区。此次事故對當地乃至全球生態造成了難以想像的負面影響，僅事件所造成的死亡人數就因多種原因難以精確計算，其中蘇聯時期的刻意隱瞞，使得統計工作變得非常困難。事實上，蘇聯當局在事件發生後不久，就禁止醫生在死亡證明文件上提及「放射线」的死因事實。2006年，前苏联共产党總書記戈尔巴乔夫稱：「20年前在本月發生的切爾諾貝爾核事故，可能是5年之後苏联解体的真正原因，其重要程度甚至要超過我所開啟的经济改革」。
事件结束后，普里皮亚季被新建的斯拉武特奇取代，前者至今为疏散禁区。苏联在当年12月建造了“石棺”以保护无法覆盖的堆芯不受气候影响进一步扩散污染。这一保护结构的预计寿命仅为30年，且在21世纪初期就已需要可观的加固修缮工作。2017年，新的保护结构在“石棺”外完成建构，这一保护可安全的控制“石棺”和反应堆残骸清理拆除过程中进一步产生的放射性物质。这一清理计划预计在2065年完成。儘管疏散區域和某些限制地區還有些管制，但是大多數的受影響區域已經被認為可以安全地居住和進行經濟活動，針對此地附近的廢棄都市進行「輻射觀光」的金額還在逐步成長。

## 車諾比核電廠

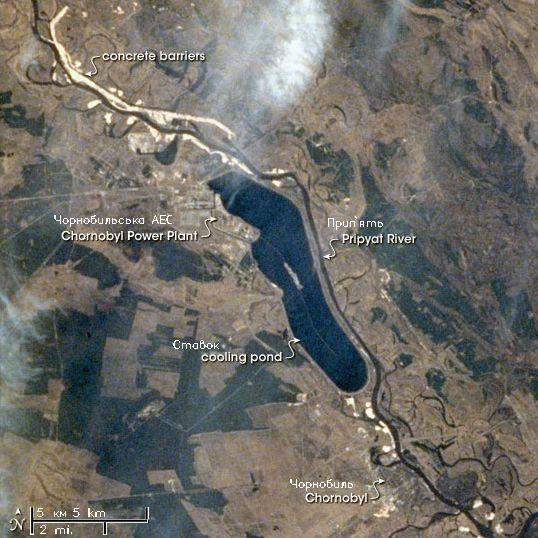
切尔诺贝利核电站及周围地区的卫星图，核电站反应堆旁为冷却池，冷卻池南方為切尔诺贝利市中心。

車諾比核電廠（51°23′14″N 30°06′41″E / 51.38722°N 30.11139°E）位於现烏克蘭普里皮亚季鎮附近，距切尔诺贝利市西北18公里（11英里） ，位于離烏克蘭和白俄羅斯邊境16公里（10英里），距烏克蘭首都基輔以北110公里（68英里）。核電站由四座 RBMK-1000 型压力管式石墨慢化沸水反应炉組成，每座反應堆能產生1吉瓦（109瓦）的電能（3200兆瓦特的熱功率），核事故發生時四個反應堆共提供了烏克蘭10%的電力。電站的建設始於1970年代後期，1號反應堆於1977年啟用，2號、3號、4號亦相繼於1978年、1981年、1983年啟用。另有5號及6號兩座反應堆，每座也能產生1吉瓦電能，事故時仍在建造中。

## 事故
1986年4月26日星期日，當地時間凌晨1點23分47秒（UTC時間：25日22時23分47秒），因操作不当，車諾比核電站的4號核反應堆功率在短时间内災難性地激增至最大设计负荷的约10倍，導致蒸汽爆炸，撕裂反應堆的頂部；由于蘇聯的RBMK反應堆为最早期的核能电力系统，只设计了单一的防护层，不像后来的核電站，在反应堆外还建有安全殼，所以4號核反應堆爐心立即直接暴露于大气中，釋放出大量的放射性微粒和氣態殘骸（主要是銫-137和鍶-90）；随后空氣中的氧氣與超高溫核心中的1,700噸可燃性石墨減速劑接觸，燃着的石墨減速劑加速了放射性粒子的洩漏，放射性粒子隨風跨越了國界。
当时在控制室内操作反应堆的主要人員包括，拥有主管权限的代理总工程师阿納托利·斯捷潘諾維奇·佳特洛夫，他由煤电厂管理出身，对核电厂技术缺乏了解。有核电厂运行经验的第9操作组值班主任亚历山大·费奥多罗维奇·阿基莫夫，事故时正忙于协助于水泵操作组，仅保持与紧急停机钮AZ-5的距离，做好随时停机准备。还有年轻的新手操作员列昂尼德‧费奥多罗维奇·托普图诺夫，他是当班唯一的反应堆直接操作员。
事发当时因上级压力、夜班缺少有经验的技术人员以及冷却水系统和警報系统报警不断的干扰下，三人对如何在低功率下操作，及處理危机的程序，和对各自的职责的了解出现混乱。事发后成立的特别委员会与设计单位交接，并在事故多年后再入污染区域，采集和恢复控制室记录（时间以控制室时钟为准，与事发后门卫的记录时间有固定差距）後，分析得出以下结论：
- 因蒸氣渦輪後備供电測試計划，反应堆于午夜后的夜班由白天的1600MW半功率逐步降低至700MW功率，在当时的操作条件下未及反应的氙135累积发生反应堆毒化，反应堆功率未能稳定在700MW，而是跌落至30MW。
- 值班主任阿基莫夫正确判断出反应堆毒化，建议停机，等待24小时待氙135经反应消耗后再逐渐提升反应堆功率；但代理总工程师佳特洛夫担心为影响到日常运行及测试工作负责，以开除两人要挟，执意要迅速恢复反应堆至计划所定的700MW。
- 在压力下操作员托普图诺夫解除了一系列安全措施，试图尽快恢复反应堆功率，渐次将211支控制棒中的205支完全拔出，使反应堆处于功率失控的危险状态；因反应堆毒化，反应堆功率的上升滞后，暂时停留在200MW。
- 反应堆应急供电实验在计划700MW实际200MW下勉强开始进行，对核电了解的值班主任阿基莫夫忙于协调水泵组应对一系列报警，反应堆仅由托普图诺夫一人单独操作，托普图诺夫不仅将几乎所有的控制棒提出，而且提至检修状态，控制棒端的碳极也脱离了反应堆。

待反应堆于200MW下燃掉积累的氙135重新啟用后，1:23:35仅受6支控制棒束缚的反应堆功率急剧上升。5秒后，1:23:40保持警惕的值班主任阿基莫夫按下紧急停机钮AZ-5，控制棒立即回插。但为低功率拔出时稳定反应堆而增加石墨段作了負回饋优化的控制棒，在高功率从零插入时短时间内反之带来强正回饋作用，7秒后，1:23:47反应堆功率骤然升至33000MW，超出设计最大功率的10倍，引发蒸汽爆炸，带来严重后果。
代理总工程师佳特洛夫辩称当班人员操作无大碍，按应急测试计划反应堆当时本应运行于非正常状态，爆炸缘于反应堆设计缺陷。

### 蒸氣渦輪測試計划
在正常狀態下，核分裂反應爐有6%的功率來自反應產物之餘熱。在啟動緊急停機後，儘管連鎖反應停止，但仍會繼續產生餘熱，因此冷卻系統必須持續運作以避免爐心熔毀。
RBMK反應爐使用輕水作為冷卻劑，四號機具有1,600個獨立燃料管道，每個管道每小時需要28噸輕水進行冷卻作業。車諾比核電廠的各機組均配備三台備用柴油發電機，以確保在緊急停機且電網異常時，冷卻水泵持續作動。然而，儘管柴油發電機可在15秒內啟動，卻需要額外的60～75秒暖機，方可輸出水泵運作所需功率5.5MW。長達一分鐘的空窗期是車諾比電廠的一大安全隱憂。
當時提出的解決方案是利用蒸氣渦輪的慣性。緊急停機後，蒸氣渦輪仍會持續轉動一小段時間，根據分析，此殘存的渦輪動量可發電供應水泵運作45秒，恰好支應空窗期的電力需求。車諾比電廠為了驗證此一構想，於1982至1985年間進行了三次測試。1982年的第一次測試顯示發電功率不足，在調整系統後，1984、1985年的兩次測試依然失敗。於是電廠計劃於1986年，利用即將進入歲修的四號機進行第四次測試。
由於本次測試主要牽涉電源切換，無明確風險，測試計劃書也就僅由廠長批准，並未跟原設計廠NIKIET和核電管理單位再次確認。然而，問題並非出在測試計劃書上。若測試完全遵守計劃程序，整個反應過程將會是穩定而安全的，並不會發生最終的爆炸災難。
原先的測試程序為：
1. 将機組功率降低至700MW到800MW，但不得低於700MW。
2. 蒸氣渦輪發電機全速運轉。
3. 上述條件滿足後，切斷渦輪發電機之蒸氣供應。
4. 記錄渦輪發電機的發電數據，判斷其是否足夠供應空窗期需求。
5. 緊急發電機暖機完畢，渦輪發電機結束發電。

空窗期問題在車諾比核電廠營運後始終未能妥善解決，是電廠管理方的重點改善項目。也許正是因為這樣的壓力，使現場的管理人員在問題重重的情況下，仍執意進行第四次測試。

### 前置測試
測試前置作業於1986年4月25日早班前展開。早班工作人員已受過行前訓練，一批電機工程師組成的小組也將在場測試新的穩壓系統。4月25日1點16分，四號機組開始逐漸降低輸出功率。在早班人員下班時，輸出功率已降至正常（3200MW）的一半。
碰巧的是，有個小型發電站無預警跳機，基輔電網調度單位遂要求車諾比優先支援傍晚尖峰用電，延後降低輸出。廠方同意，於是測試被推遲至當日深夜。其他不影響輸出功率的前置作業依然持續進行，包括關閉緊急核心冷卻系統（英語：Nuclear reactor safety system），一個在緊急狀況下向核心注水降溫的系統。儘管ECCS不足以阻止最終的爆炸，但關閉它也反映了本次測試對安全的極端忽視。
當日23點04分，基輔電網允許機組繼續降低輸出。延後測試帶來很大的影響，受過訓練的早班人員早已下班離開，晚班人員正準備交接下班，大夜班人員在午夜後將會獨立作業。根據原先计划，測試應在早班結束並完成停機，大夜班人員只需管理冷卻系統即可。此時計劃更改，大夜班人員為了在交接結束前做好測試準備，決定極快地降低功率。此時值班主任為亞歷山大·費奧多羅維奇·阿基莫夫，操作員為列昂尼德‧費奧多羅維奇·托普圖諾夫（Леонид Фёдорович Топтунов）。後者在三個月前才升任高級工程師。
測試計劃要求四號機輸出功率緩慢從1,000MW降至700MW。4月26日凌晨12時05分，輸出功率降至700MW，但反應爐內產生的衍生物氙-135持續吸收中子，使得輸出功率持續下降，這個現象稱為「反應爐毒化」（英語：reactor poisoning）。正常功率運作下，充足的中子能將氙-135「燒掉」化為氙-136，但功率過低時，中子供應速度不及於氙-135的產生速度，反應因而逐漸停止。當輸出功率降至500MW時，托普圖諾夫又錯誤地將控制棒插得過深，讓反應爐來到準停機狀態，輸出功率不到30MW。
此刻，反應爐的輸出功率是測試計劃的5%，值班主任阿基莫夫非常不安，和托普圖諾夫共同支持直接停機。但負責指導實驗的代理總工程師阿納托利·斯捷潘諾維奇·佳特洛夫執意繼續進行。兩人被說服後，命令控制室人員關閉控制棒自動控制系統，再以手動控制抽出大量的控制棒。數分鐘過後，反應爐輸出增加，穩定維持在160-200MW，仍然較計劃之測試起始功率700MW為低。這是因為低功率狀態讓氙-135持續生成，毒化反應阻止功率上升。
低功率且充斥氙-135的反應爐造成核心溫度、冷卻水流與中子流的不穩定，觸發了一系列警報。控制室收到大量來自冷卻系統與蒸氣管路的緊急信號。但為了提高反應功率，工作人員對凌晨12時35分至45分之間的警報一概置之不理。
其他前置作業也於功率回升至200MW時展開。4月26日凌晨1時05分，額外的冷卻水泵按照計畫啟動以增大冷卻流。這卻使冷卻流通過冷卻塔的時間減少，冷卻水的均溫因此增加，接近核態沸點，這讓反應爐更不穩定。水流於1時19分超過限定上限，觸發了低蒸氣壓警報。與此同時，增大的水流降低核心溫度，又吸收了一部分中子，使得功率依舊無法上升。夜班人員於是關閉兩個循環水泵，降低水流，並手動移除了更多控制棒。
一系列見招拆招的操作讓反應爐變得極度不穩定。按操作規範，在緊急情況下仍需保留插入至少28支控制棒以確保安全，此時卻只有18支插入。自動SCRAM停機系統與許多自主/被動的安全功能被關閉，只保留了人工緊急停機系統（"AZ-5"/迅速緊急停机AZ-5按鈕）。反應爐的配置已經超出原始設計的安全範圍，只要有一點擾動，便足以走向毀滅。

### 測試與爆炸
凌晨1點23分04秒，測試正式開始。八個循環水泵中有四個保持運作（正常運作下通常開啟六個）。蒸氣供應被切斷，柴油發電機開始暖機，在1點23分43秒前，渦輪發電機必須要滿足循環水泵的用電需求。隨著渦輪動量逐漸降低，發電量逐漸下降，水泵輸出的水流量也隨之降少，蒸氣氣泡數量增加。
在車諾比的RBMK石墨緩和反應器的特殊設計中有一個相當高的「空泡係數」，意味著在沒有水、僅有水蒸氣時，減低的中子吸收作用會使反應爐的功率迅速地增加，在這種情況下形成了一個危險的正回饋：蒸氣氣泡增加，降低了水吸收中子的效率，進而導致輸出功率增加；而輸出功率增加，又會導致更多的氣泡產生。自動控制系統試圖阻止正循環發生，但它只剩下12支控制棒的控制權，因而無能為力。
凌晨1點23分40秒，根據SKALa中央控制系統的紀錄，AZ-5按鈕被按下，啟動了緊急停機系統。啟動AZ-5的理由是為了因應溫度急遽上升的緊急措施。
在AZ-5按鈕被按下後，被抽出的全部控制棒開始重新插回反應爐中。控制棒的移動速度為每秒0.4公尺，完全插入7公尺高的核心需要18至20秒。RBMK反應爐控制棒的設計也是一個大問題。控制棒的尖端連結了一塊促進連鎖反應的石墨。原本的設計用意是讓控制棒抽出時，尖端的石墨能促進並均勻連鎖反應。但這也導致一開始插回控制棒時，尖端的石墨取代下方吸收中子的水，一來一往反而促進了反應速率。直到控制棒插入足夠深，反應速率才終於被抑制而下降。此違反直覺的「先升後降」現象在1983年被立陶宛的伊格納利納核電廠所發現，但因為該次停機順利完成，事後此現象也就不為眾人所重視。
在緊急停機啟動後7秒，石墨部分導致功率急劇上升，核心溫度過高使部分燃料棒變形，堵住控制棒管道，於是控制棒僅能插入三分之一。卡在核心間的石墨繼續促進連鎖反應，不到數秒功率便上升至530MW。高熱進一步產生高壓蒸氣，促使燃料棒破裂融化，且蒸汽壓力迅速增加，根據估計，此時反應爐功率為30,000MW，達到正常輸出功率的10倍。控制面板最後測得的輸出功率為33,000MW。終於因為蒸氣壓力過大，導致大規模的蒸汽爆炸，一口氣將反應器2,000噸的上蓋炸飛，冷卻劑管道爆裂並在屋頂炸穿一個大洞。為了減少費用，也因它的體積太大，反應爐以單一保護層方式興建，這令放射性污染物在反應爐壓力槽發生蒸汽爆炸而破裂之後直接進入了大氣。此為多數人聽到的第一次爆炸。這次爆炸摧毀了更多燃料管道，大量的蒸氣湧出，冷卻水的持續流失令反應爐的輸出功率繼續上升。
第二次爆炸在第一次爆炸後兩至三秒發生，爐芯在這次爆炸中炸散，也因此停止了連鎖反應。然而，在氧氣與極端高溫的反應堆燃料和石墨慢化劑結合後，馬上引起了熊熊燃燒的石墨火。產生了極大量的輻射落塵，使放射性物質擴散和污染的區域更廣。
由於目擊者的報告和站內紀錄不一致，有一些爭論認為確實的事件是發生在當地時間1點22分30秒。最後公认的版本被描述在上面。根據這種理論，第一次爆炸發生在大約1點23分47秒，操作員在七秒前下了「緊急停機」命令。
爆炸发生后，四号機廠房被炸掉一半，反应堆爐心直接暴露在大气中，爐心中央一道蓝白光线射向夜空，这是空气中被电离激发的原子回到非激发态的表象。
在建造反應爐廠房時，當局違反安全規範，使用了可燃的瀝青，四號機爆炸外濺的高溫物質因此點燃了隔壁三號機的屋頂，製造至少五處火災。三號機此時仍在運作，滅火並維持三號機冷卻系統運作成為當務之急。三號機值班主任尤里·巴格達薩羅夫極力爭取馬上停機，但為總工程師尼古拉·馬克西莫維奇·福明（Николай Максимович Фомин）所拒。值班人員領取防毒面罩與碘化鉀錠後依然繼續工作。一直到凌晨五點，尤里·巴格達薩羅夫下達停機命令並開始撤離，只留下負責緊急冷卻系統的人員。

### 消防员灭火
- 1:26:03 – 发出火警信号
- 1:28 – 弗拉基米尔·普拉维克中尉指挥的切尔诺贝利军事化第二消防站（ВПЧ-2）的消防员赶到现场
- 1:35 – 维克托·基别诺克指挥的普里皮亚季市军事化综合消防队（СВПЧ-6）下赶到现场
- 1:40 – 切尔诺贝利核电站消防队队长列昂尼德·彼得罗维奇·捷利亚特尼科夫赶到现场
- 2:10 – 扑灭汽轮发电机大厅屋顶火灾，从而阻止了大火从四号反应堆大厅蔓延至三号反应堆。
- 2:30 – 控制了反应堆屋顶的火灾
- 3:30 – 基辅市消防队赶到现场[19]
- 4:50 – 四号反应堆厂房内的火灾基本上獲得控制
- 6:00 - 参加灭火的全部108人被空运往基辅临床研究所与莫斯科6号医院，治疗急性放射病，其中28人在随后三个月内死于急性放射病。
- 6:35 – 所有火灾被扑灭‡[20]

‡僅有4号反应堆内部的火灾持续了10天:73
凌晨1点25分，切尔诺贝利核电厂军事化第二消防站接到火灾警报，当班值勤的28名消防队员立即出動。当时他们没被告知是反应堆爆炸，有的还以为是一场普通火灾“没人告诉我们是反应堆的事”。
格里戈里·赫梅利（Григорий Хмель），一名消防车驾驶员忆述：
我们在凌晨1：45-1：50时到了那里……看到了散落的石墨屑。米沙（Миша）问：“那是不是石墨？”我踢开了它，一个消防员捡起来看了一下，说：“这是热的。”它们有大有小，小的能够拿在手里……
我们对辐射了解得不多，即使是在那里工作的也是如此。卡车上没有水，米沙开启了一个消防栓然后我们把水对准了房顶。那些上了房顶然后死了的小伙子们……瓦舒克（Ващук）、科利亚（Коля）和其他人，还有沃洛佳·普拉维克（Володя Правик）……他们爬上了梯子，然后我就再没看到他们……:54
另一位消防员阿纳托利·扎哈洛夫（Анатолий Захаров）则回忆：“我还记得当时向队友开玩笑：‘如果我们都能活到早晨那是非常幸运了’”。
消防队员第一件要做的事是扑灭被四处飞溅的反应堆炙热残骸引發的，位于三号反应堆与四号反应堆（这个堆型设计是双堆布置，即一座汽轮发电机厂房两侧安装两座反应堆）旁的汽轮发电机厂房顶的沥青大火，保护邻近正在运转的三号反应堆。消防员们一边用水龙带灭火，一边用消防锹把致命放射性的反应堆残骸扔下涡轮机厂房房顶。此时汽轮机厂房屋顶的辐射照射强度为2万伦琴（200希沃特/小时），被炸开的反应堆内部是3万伦琴。而1个小时500伦琴的照射會導致急性死亡。这些消防员与大火整整战斗了一个小时，出现头晕和呕吐症状后被换下，当班指挥官普拉维克中尉於两週后不治牺牲，28名消防队员有16人活到了事故二十週年。被这批消防员保护下来的切尔诺贝利3号反应堆一直工作到2000年12月，才在欧盟的巨额现金补偿下被乌克兰政府关闭。

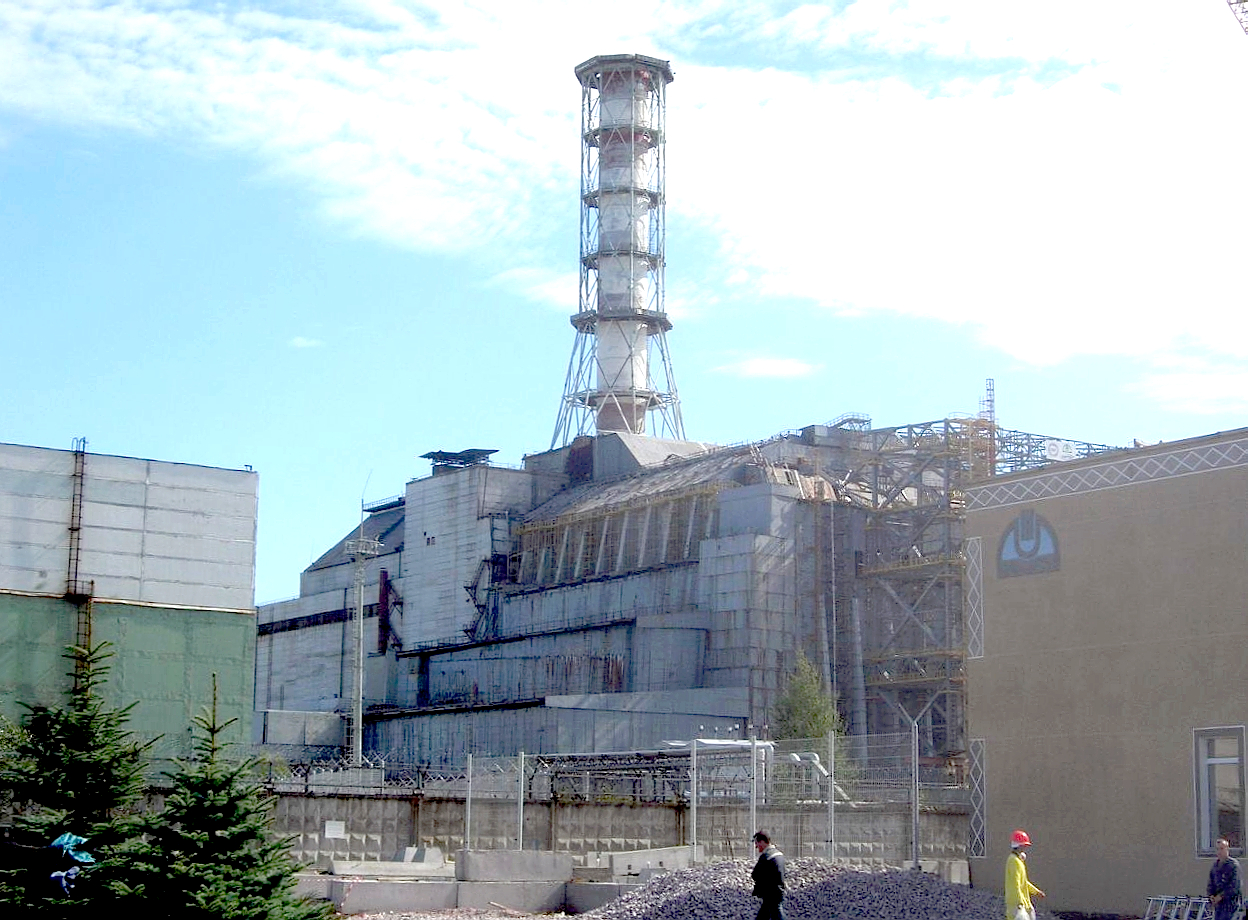
发生爆炸的四号反应堆及覆盖在上面的“石棺”（2006年摄）。

陆续赶来抢险的消防队员、军人、直升机飞行员、核电专家与工人轮番上阵，努力控制反应堆残骸中熊熊燃烧的原本作为中子减速剂的石墨。事后估计爆炸瞬间约有50吨核燃料化作烟尘进入大气层，另有70吨核燃料和900吨石墨崩溅到反应堆周围，引起30余场火灾。核反应堆中剩余的800吨石墨引起的大火，用了10天才扑灭。直升机直接飞进放射性烟尘，从空中向暴露的反应堆残骸倾倒了近2,000吨碳化硼和沙子后，终于停止了反应堆内的核裂变反应。最终直升机的总空投量达5,000吨。10月2日，一架吊载硼沙罐的米-8直升机，在投放硼沙之时不慎桨叶打在旁边大型吊车的吊索上，立即坠毁于反应堆上，2名机组和2名操作员不幸遇难。
火灾扑灭后，接下来担心的是反应堆核心内的高温铀与水泥融化而成的岩浆熔穿厂房底板进入地下，派来了一批矿工在四号机组混凝土底座下开辟了隧道准备安装液氮制冷设施。后经过专家评估4号反应堆的核裂变已经停止，剩余衰变热不会融穿反应堆的底座，因而最后在隧道内灌满混凝土后封闭。
苏联政府派出大批军人、工人，给炸毁的四号反应堆修建了钢筋混凝土的石棺，把其彻底封闭起来。在12月石棺最后合拢时，需要吊放安装35吨重的顶盖，但为此任务而出动的Mi-26直升机，虽为全球起吊能力最强的的直升机，但其设计起吊能力也只有20吨。在拆除了直升机上一切可以拆除的设备和附件后，由该型直升机的首席试飞员阿纳托利·杰米亚诺维奇·格里申科冒险完成任务。

### 後續處理
1986年4月26日（周六）1点23分发生事故，爆炸發生後，當時在現場附近的村莊測出了致命量数百倍的核輻射，而且輻射值還在不斷升高，但這並沒有引起重視，專家們寧願相信是測量輻射的機器故障。莫斯科的核專家和蘇聯領導人最初得到的訊息只是「反應堆發生火災，但沒有爆炸」。爆炸3个半小时后，约凌晨5点，米哈伊尔·戈尔巴乔夫被叫醒，告知切尔诺贝利电站发生火灾；10小时后，莫斯科成立特别委员会。

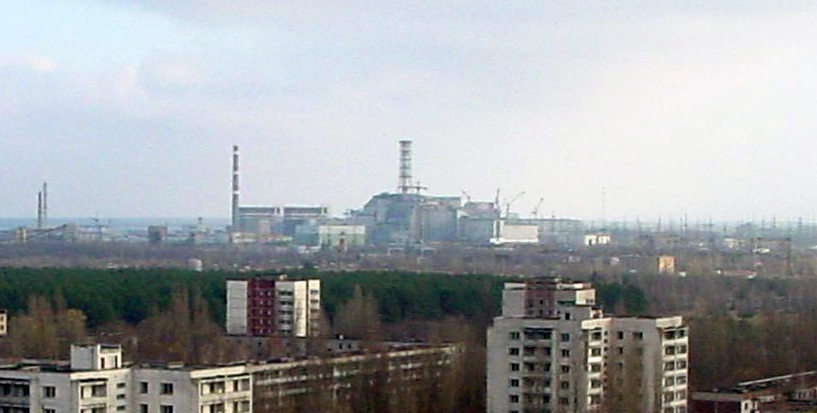
普里皮亚季与远处的切尔诺贝利核电站

特别委员会苏联部长会议主席尼古拉·雷日科夫組建，他当天凌晨接到苏联能源部部长阿纳托利·马约列茨的电话报告，決定在当天上午11点成立「苏联政府应急临时委员会」，成员包括部长会议主席雷日科夫及其副手、能源总局局长鲍里斯·叶夫多基莫维奇·谢尔比纳、库尔恰托夫核能研究所第一副所长瓦列里·列加索夫院士、叶夫根尼·韦利霍夫院士、乌共中央第一书记弗拉基米尔·谢尔比茨基，以及苏联共产党中央政治局委员叶戈尔·利加乔夫、维塔利·沃罗特尼科夫、维克托·切布里科夫大将（克格勃主席），还有2名政治局候补委员、3名苏联共产党中央书记处书记、2名部长会议副主席、苏联科学院主席团主席与名誉主席，16个有关部委的部长与第一副部长等人。
4月26日全天，苏联的气象、水文、辐射和公共卫生监测部门迅速组成出动监测人员，在半径1000km内展开辐射环境监测，出动直升机500余架次收集空气样本检测辐射剂量，为苏联政府委员会的大疏散决策提供了基础数据，事故後当天20时，莫斯科派遣部分特别委员会成员先行到達現場時，蘇聯政府終於才明白事情遠比他們想像的嚴重。
4月26日16时，临时委员会在苏联部长会议副主席鲍里斯·谢尔比纳率领乘专机飞往基辅鲍里斯波尔国际机场。当晚20点，临时委员会乘车抵达切尔诺贝利，接管核电站抢险领导权。此时已经有2人当场因为爆炸的物理损害死亡，52人入院治疗。当晚20时，临时委员会的专家掌握了现场证据后，决定紧急疏散普里皮亚季市的全体居民。调集了1000辆大客车、3趟铁路列车当晚，接到部长会议副主席谢尔比纳电话汇报的雷日科夫与苏军总参谋长谢尔盖·阿赫罗梅耶夫元帅联系安排出兵救援。此后，苏联政府委员会一直在切尔诺贝利办公，实行领导成员轮流值班制度，直至当年9月放射剂量稳定为止。
鉴于用应急辅助水泵向爐芯注水以降低坑室温度，防止石墨砌体着火这一措施无效，政府委员会决定改用空投灭火材料阻止石墨燃烧，压制放射性物质，预计需空投1500吨铅和铁砂。后确定空投硼砂、石灰石、铁砂、黏土和铅的混合物。
4月27日清晨6点，驻基辅的内卫部队第290摩步团及苏军化学兵总司令弗拉基米尔·卡尔波维奇·皮卡洛夫将军率核防护部队2600人，400辆专用车辆乘运输机、直升机飞抵事故现场，苏联内卫部队驻利沃夫第10摩步团与顿涅茨克第510摩步营也在路上。苏联内卫部队第3独立特种航空团的直升机飞行员冒着生命危险在灾区上空飞行，收集各种情报与数据，不少飞行员由于吸收了过量辐射而英年早逝。同時在4月27日至5月6日，千百趟直升机向四号反应堆投下了5000多吨灭火材料。放射性物质释放剂量才从12000k贝克勒尔减少到100k贝克勒尔。另外，由於爆炸后拖到18小时才决定必须紧急疏散电站旁普里皮亚季市的居民；次日上午通知全市居民每人有2小时准备时间，只能携带有限物品如证件、贵重物品、儿童允许带一件玩具，不需要带货币、冬衣；在事故發生後34小時，调集的1000辆大客车開始疏散居民，政府也派出軍隊強制人們撤離，至下午2点，事故36小时后，约3万5千居民全部撤离，部分人在撤離前就已經吸收了過量的輻射。由於苏联政府擔心引起人民恐慌，所以居民並沒有被告知事情的全部真相，以为过几天即可返回家园。而其他区域更毫不知情，基辅虽然处在于上风的地带，人們还大张旗鼓地庆祝五一节，乌克兰共产党第一书记弗拉基米尔·谢尔比茨基也带家人参加了庆典，但因几天后的风向变化，人们都受到一定剂量的辐射。
4月27日中午，用于紧急疏散居民的1000多辆大客车及3列火車到齐，当天11時整开始疏散全部居民。为了迅速撤出居民，政府告知當地居民只携带必需物品。当天15时，普里皮亚季市与切尔诺贝利市53000居民全部撤出到波列格纳镇等地。
普里皮亚季的疏散开始于4月27日下午2点，在当地播送了紧急疏散广播：
注意，注意… 亲爱的同志们，市人民代表委员会发布通知，由于普里皮亚季市的切尔诺贝利核电站发生事故，释放出了具有危害的辐射。党、苏维埃、军事单位已经采取了必要的措施。然而，为了保证人民的绝对安全，特别是儿童的安全，有必要临时疏散市民到基辅州的避难点。出于此目的，今天，4月27日各居民公寓自下午2时起，将提供疏散用的公共汽车，并由民兵官员及市党委执行委员会代表护送。建议你携带：身份证、基本生活用品和必要的食品。企业和设施的执行委员会将提供留下来维持城市运转的工人名单。疏散期间所有住宅都将由民兵护卫。同志们，当你暂时离开居所时，请不要忘记关窗并切断电源、瓦斯并关上水龙头。请在临时疏散期间保持冷静并保持秩序。
之後數個月，蘇聯政府派出了無數人力物力，終於將反應堆的大火撲滅，同時也控制住輻射。但是這些負責清理的人員也受到嚴重的輻射傷害；原因之一為遙控機器人的技術限制，加上嚴重輻射線造成遙控機器人電子迴路失效，因此許多最高污染場所的清理仍依賴人力。
4月28日，开始疏散半径10km范围内的居民。4月28日，苏联共产党中央政治局召开全体会议讨论救灾事项。同日，苏联电视台在21:00的新闻节目中向社会公布了切尔诺贝利核事故的消息。苏联所有广播与电视台均播放古典音乐向事故受害者默哀。
4月29日成立以部长会议主席雷日科夫为首的苏共政治局应急行动小组，全权负责切尔诺贝利救灾工作，每天召开两次会议汇总情况、作出决策。政府委员会决定全部撤離核电站30km半径内全部居民，至5月6日全部撤离13.5万名居民，确诊急性放射病的367人，重症患者34人。
4月30日下午召开的乌共中央政治局会议，讨论是否取消次日的五一节活动。科学家的报告称基辅市的放射性水平仍然是正常的。会议决定次日基辅市的五一节庆祝活动从正常的4个小时缩短到2个小时。实际情况是，5月1日风向转变，基辅地区也遭到污染。
事故发生后一周内，直升机从空中向反应堆爐芯倾倒了5000吨的硼砂，停止了链式反应。
5月2日，苏共中央政治局委员利加乔夫和部长会议主席雷日科夫抵达切尔诺贝利，在切尔诺贝利区委大楼与设在此处的苏联政府临时委员会现场办公，决定30km内居民全部撤离。用铁丝网围了起来，入口设有检查站，隔离区内只有定期换班的监测人员与切尔诺贝利核电站其它三个还在发电的核反应堆工作人员。特别是与爆炸的四号反应堆在同一主厂房建筑物内，两座反应堆中间共用排放放射性废气高烟囱的三号反应堆，又正常工作了19年。事故二十周年后，四号反应堆的石棺外表的照射度仍有750毫西弗，远高于20毫西弗的安全值，加固石棺的焊接工人每工作两个小时就要轮换。隔离区内的平均照射度仍大于100毫西弗。
5月2日，在反应堆内积水辐射强度不明的情况下，2号反应堆的技术人员，高级机械工程师阿列克谢·阿纳年科（他知道闸门所在位置)、第2涡轮车间控制单元高级工程师瓦列里·别兹帕洛夫和切尔诺贝利反应堆值班长鲍里斯·巴拉诺夫（负责照明）三人，志愿承担了当时被认为短期内必死（甚至可能在到达排水阀前即被辐射杀死）的任务——潜水进入4号反应堆被淹没的地下室，打开排水闸门，以避免4号机组内部上千吨温度高达1200°C炽热的石墨块与堆芯熔融物融穿几层混凝土楼层后遇到地下室内积存的高放射性废水导致水蒸汽大爆炸，而且直升机投掷的5000吨灭火材料又为这座受爆炸破坏摇摇欲坠的建筑结构增加了额外的负担。根据阿纳年科的口述：
我们事先要考虑好一切，以最快的时间抵达位置以免耽误事情。我们被告知了水上和水下的辐射情况，然后经过大厅走向水池。周围一片漆黑，我们在光束灯的照射下一路前行。走廊里面被水浸湿了，而且空间非常狭窄，只能容许一人跑过。来到水池边，我们三人便跳下了水。光束灯在水下的作用实在有限，照亮的地方太过狭小，我们只能一边摸一边前行。在阴暗狭窄的水下我们找到了其中一个阀门——这简直就是奇迹！别兹帕洛夫用手使劲扳着阀门，试图旋转它，并且最终征服了它。打开它的那一刻，我们欢呼雀跃。不得不说的是，在这种环境下呼吸器根本不管用。别兹帕洛夫和我跃出水面，游到另一个阀门上方附近。我不得不说他表现出了无比的勇气——别兹帕洛夫猛吸一口气，再次潜入水下，找到了阀门并且最终弄开了它。过了几分钟后，我们听到了水流特有的噪声，并且感觉到水位在下降——水终于往外排了！
闸门打开后，使用消防泵抽取了地下室内2万吨高放废水，至5月8日排净。和当初的预计一样，数个月后，爐芯的放射性熔融物真的烧穿了楼板。幸运的是，由于这三位英雄的努力，水池中的放射性冷却水早已排空。熔融物只是落到了空空如也的地下室中，并没有发生水蒸气爆炸这三位英雄在盖革计数器的帮助下，加上对地下室路径熟悉，避开了高辐射积水区域，而排水阀处的积水辐射尚可承受，完成任务后又生活至2000年以后。
5月4日起，石油钻机从侧向钻入反应堆地下，每天向里面注入25吨液氮，使得反应堆地下土壤冻结在零下100摄氏度左右，避免反应堆爐芯熔融物不断下降污染地下水。
苏联政府临时委员会对乌克兰、白俄罗斯的500万人作了预防性体检，50多万人作了永久性防治登记。此后一年多的应急抢险，部长会议副主席级的高级领导干部伊万·斯捷潘诺维奇·西拉耶夫、尤里·德米特里耶维奇·马斯柳科夫、列夫·阿列克谢耶维奇·沃罗宁等在切尔诺贝利轮流值班。
苏联水利部副部长波拉德·阿吉耶维奇·波拉德-扎杰领导组织了规模浩大的水利防护工程，修筑了130多条堤坝以保护1500平方公里范围全部河流，避免放射性尘埃随雨水流入普里皮亚季河危及下游第聂伯河腹地。
30km半径的隔离区以外是较輕污染的撤离区，平均照射度在60毫伦琴左右，特定地點可达150-200毫伦琴。再往外是轻度污染的准撤离区，平均照射度約為30毫西弗。
苏联科学家冒着高辐射进入四号反应堆建筑物内调查是否有发生新的链式反应或爆炸的可能。从反应堆外部通过钻杆置入探测器来监视反应堆各部位的温度、放射性，并在反应堆地下室发现了直径2米的数百吨具有极高放射性的熔融爐芯体。
1986年5月7日，抢险救灾进入了消除事故影响阶段。这时，5000吨灭火材料埋压下仍有195吨的石墨与核燃料在焖烧。政府委员会决定建造人工防热水平层与建造“石棺”两项措施。

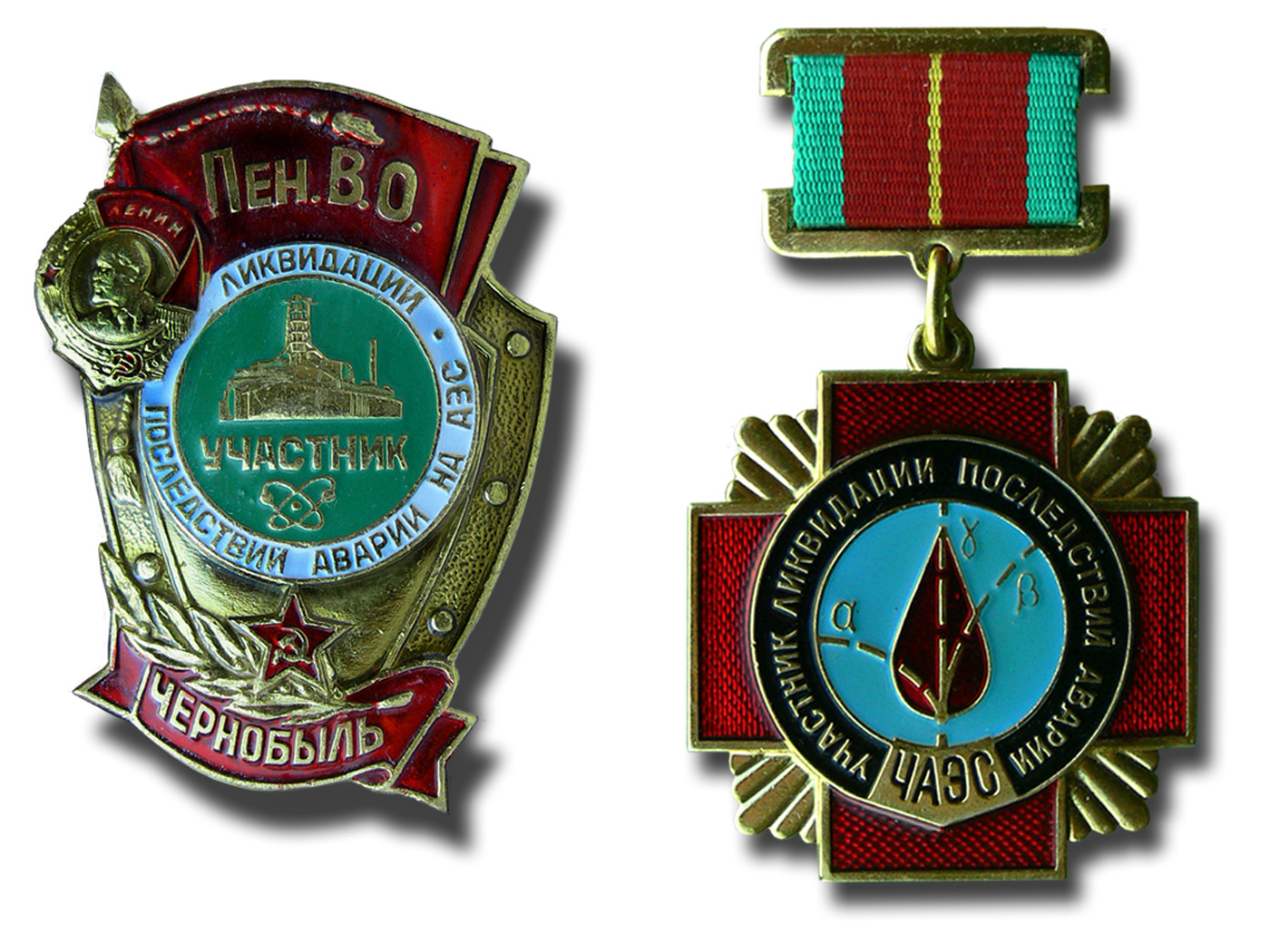
苏联切尔诺贝利事故抢险奖章（左）与勋章

1986年8月，抢险救灾进入了后处理阶段。苏联政府征募了大量抢险者参加了切尔诺贝利事故现场抢险工作。仅1986与1987两年，就有24万人参加。至1986年12月，苏联政府在4号反应堆上建成了“石棺”，封闭住事故现场。总计有60万苏联人获得了切尔诺贝利事故抢险奖章与勋章。

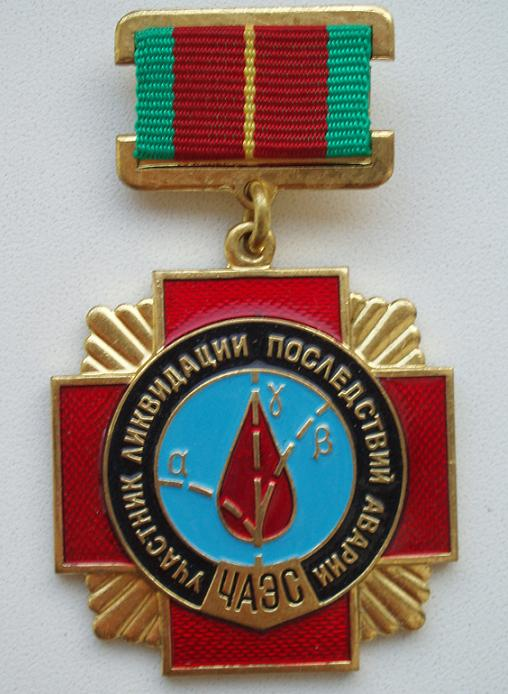
獎勵災難調查員的蘇聯紀念章。

## 事故原因
國際原子能總署在事故發生後，迅速組織了國際核能安全諮詢小組（INSAG）進行調查，前後發表了兩份官方報告。

### INSAG-1報告（1986）
1986年8月，INSAG基於蘇聯提供的資料與多位專家的證詞，正式發表了首份調查報告，將事件歸因於人禍。報告中提到：「在後備渦輪測試的準備與執行階段，操作人員關閉了一系列保護系統，違反了技術操作最重要的安全規定。」為了重現測試所需的緊急情況，操作員關閉了緊急核心冷卻系統（ECCS），區域自動控制系統（LAR），緊急停機系統（AZ），隨後又為了盡快完成測試而隨意操作，欠缺對反應爐的物理知識，也嚴重違反了操作規章。不幸的是，反應爐的設計者認定不可能發生這種「關閉安全系統又肆意操作」的情況，因此並未設計一個強制系統阻止事故發生。倘若安全系統正常作用，主電腦SKALA將插入所有控制棒，並啟動能在2.5秒內插入24根控制棒的緊急程序。但在當時，這些控制權全部交給了控制員。車諾比事故調查委員會主任委員瓦列里·列加索夫曾如此批評：「這就好比飛行員一邊飛行，一邊測試飛機的引擎。」
廠長维克托·布留哈诺夫（Виктор Брюханов）只具有燃煤發電廠的訓練經歷和工作經驗，基本上是負責政戰的主管，事發半夜演習時並不在場，但主導演習的副廠長是核能專業。他的總工程師尼古拉·福明（Николай Фомин）亦是來自一個常規能源廠。4號機的代理總工程師阿纳托利·佳特洛夫只有「一些小反應堆的經驗」。
報告雖曾提及反應爐的設計缺陷讓違反規定的操作變得十分危險，但並未作深入探討。報告發表後，「人禍」一說很快變成了主流觀點，也成為了長期以來大眾所認知的事故主因。

### INSAG-7報告（1992）
1991年，蘇聯核電安全委員會再次調查車諾比事故，提出不少新的觀點。基於這些調查，INSAG於1992年發表了INSAG-7以彌補INSAG-1之不足。
新報告的觀點做了極大幅度之轉變。INSAG認為1986年8月取得的資料並不可靠，因此前一份報告對操作人員的指控存有不少錯誤。首先，關閉緊急系統不是事故的發生主因。事實上，關閉緊急系統以防止渦輪停機這件事並不違反規章。真正危險的是低功率輸出（低於700MW）加上很小的反應度運轉餘裕（ORM）。當時的操作規章並未禁止低功率輸出，只禁止了低ORM情況下繼續操作反應爐。不幸的是，RBMK-1000的設計文件對ORM的看法與操作規章不一致，ORM本身也沒被列入系統安全極限值中認真看待。
有別於前一份報告，INSAG-7認為事故的主因來自反應爐的設計缺陷。問題主要分為兩點:
- 反應爐有一個危險的空泡係數（void coefficient）。空泡係數是一種衡量反應爐安全程度的数据，用于測量水冷卻劑中蒸氣汽泡的形成與增加對於反應爐的影响。大部分的反應爐設計會在水溫升高时產生较少的能量。這是因為如果冷卻劑含有蒸汽氣泡，則能被减速的中子数量将会下降。速度快的中子一般不易造成鈾原子的裂变，所以反應爐會產生较少的能量。然而，車諾比的RBMK反應爐，使用固體石墨當作中子緩和劑來降低中子的速度[29]，且用吸收中子的輕水來冷卻核心。因此尽管水中有蒸氣汽泡產生，仍有大量中子被减速。此外，因為蒸氣吸收中子不像水那樣地容易，因而增加RBMK反應爐的溫度，就會有更多的中子能夠分裂鈾原子，增加反應爐的能量輸出。這導致RBMK的設計在低水位時非常不穩定，在溫度上升时存在输出能量在短时间内达到危险水準的傾向。這對於工作人员而言是难以理解和预见的。
- 第二個缺陷是控制棒的設計。在反應時，控制員透過将控制棒插入反應爐的動作來減慢反應速度。在RBMK反應器的設計中，控制棒的尖端是由石墨組成，延伸部分（在尖端區域超出尖端的部分，大約是一公尺或三英呎長度）中空且注滿水。而控制棒的其他部分由碳化硼製成，是真正具有吸收中子能力的部分。因為這種設計，當控制棒一開始插入反應器時候，石墨端會取代冷卻劑，反而大大地增加了核分裂的反應速度，因為石墨能夠吸收的中子比沸騰的輕水少。因此一開始插入控制棒的前幾秒鐘，反應堆的輸出功率反而會大幅增加，而並非如預期地降低功率。反應爐操作員並不知道這個違反直覺的現象。

其餘的問題包括：
- 水的管道垂直地穿過爐心，当水温增加时水位将会上升，在核心之中產生溫度的梯度效應。如果在頂端的部份已經完全地變為蒸氣，則效應會更惡化。因為頂端部份此时已无法被足够冷却，且反應會明显增强。（相反地，CANDU反應器設計中，水的管道水平地穿過核心，相鄰的管道則是相反方向的流向，因此核心部分的水温变化较小）
- 因為反應器有巨大容積，為了降低成本，建造電廠時反應爐周围並沒有建構任何圍阻體。這使得蒸氣爆炸令主要的反應爐壓力槽破损後，輻射性污染物得以直接進入地球大氣層之中。
- 反應爐已經持续運轉超過一年以上，儲存了核裂变的副產物。這些副產物增强不受控制的反应，使事故更难以控制。
- 当反应器过热时，设计上的缺陷导致反應器容器變形、扭曲和破裂，使插入控制棒變得不可能。
- 電廠操作員間，以及操作員與設計者間均未能有效溝通安全資訊。
- 自全國到地方都欠缺對核放射的安全認知。

### 觀點分析
兩份觀點不同的報告，其實代表著反應爐設計商，各國電廠幹部，蘇聯政府與烏克蘭政府間在調查時的激烈遊說角力。另一方面，蘇聯當局始終沒有公布電廠偵測器之原始數據，因此難以釐清部分細節。另一方面，国际原子能机构成员中的英国主张将调查结果公开化，而当时核电占全国总发电量2⁄3以上的法国则持反对意见，法国在当时国内电视广播的欧洲每日辐射计量版图上，将法国留作空白。
總結來說，事故的主因仍然是人為因素居多。第一線人員固然草率地關閉安全系統，違反計划操作反應爐，但這也反映了電廠從設計，建造，發電到監管，各個環節對安全的極度漠視。烏克蘭當局曾經解密一整批橫跨1971至1988年，牽涉車諾比電廠的KGB檔案。其實這段時間總共已經發生過29起緊急狀況，都有可能最終像這樣釀成巨災，其中有8起屬於人為因素，例如施工失誤造成結構損傷，廠方卻未加以改善。
INSAG明確指出：「安全文化的缺乏導致了此次事故，這不僅是車諾比電廠，更是蘇聯核電設計，營運，監管的整體結構性問題。」

## 事故造成的影響

### 即時的辐射污染

切尔诺贝利事件後的週遭輻射污染劑量分佈圖

蘇聯的事故報告指出，切爾諾貝利4號機反應爐總共有180至190噸的二氧化鈾以及核反應產生的核廢料。他們估計這些物質大約有5%-30%流到外面。但根據曾經到過石棺反應爐做後續處理的清理人（例如Usatenko和Karpan博士）說反應爐內只剩大約5%-10%的物質。反應爐的照片裡顯示了反應爐完全是空的。因為大火引發的高溫，讓許多輻射物質衝向大氣層高空，並向外四面八方擴散。
蘇聯當局在事件發生之後36小時，才開始疏散住在車諾比反應爐周圍的居民。在1986年5月，即事件發生後一個月，約116,000名住在核電廠方圓30公里（相當於18英里）內的居民都被疏散至其他地區。因此，這個地區經常會被稱為疏散區域（Zone of alienation）。然而輻射所影響的範圍其實能散播至超過方圓30公里外的地方。有超過300,000人脫離了災難的威脅，但仍然有數百萬人繼續居住在污染區內。
由原子爐熔毀而漏出的輻射塵飄過俄羅斯、白俄羅斯和烏克蘭，也飄過歐洲的部份地區，例如：土耳其、希臘、蘇聯的摩爾多瓦和立陶宛、羅馬尼亞、芬蘭、丹麥、挪威、瑞典、奧地利、匈牙利、捷克斯洛伐克、南斯拉夫的斯洛維尼亞、波蘭、瑞士、東德和西德、義大利、愛爾蘭、法國（包含科西嘉島）和英國。在最早發生意外的時候，有人認為核洩漏是來自瑞典而不是蘇聯，1986年4月27日，瑞典福斯馬克核電廠工作人員發現異常的輻射粒子粘在他們的衣服上，該電廠距離車諾比大約1100公里。根據瑞典的檢查，發現該輻射物並不是來自本地的核能電廠，他們懷疑是蘇聯核電廠出了問題。當時瑞典曾透過外交渠道向蘇聯詢問，但未獲證實。另外，法國政府宣稱輻射塵只飄到德國（西德）及意大利的邊界。因為輻射塵的關係，意大利規定部份農作物禁止人們食用，例如蘑菇。法國政府為了避免引發民眾的恐懼，所以沒有作出類似的測量。
一位來自綠黨的歐洲議會议员員丽贝卡·哈姆斯受聯合國的委託，於2006年撰寫一份關於車諾比核事故的報告，称为TORCH报告。內容說明：「從輻射塵飄散的分佈來看，白俄羅斯（占國土約22%）和奧地利（13%）是最受輻射塵污染的地區。其他國家，例如烏克蘭 （5%）、芬蘭和瑞典皆受到高程度上的污染 （污染程度：> 40,000 贝克勒尔每米，銫-137）。更有80%的輻射塵飄至摩爾多瓦，和歐洲的土耳其、斯洛文尼亞、瑞士。而斯洛伐克則受到較低程度上的污染 （污染程度：> 4,000 贝克勒尔每米，銫-137）。另外，德國44%和英國34%境內地區均受輻射塵埃的污染。」國際原子能機構和聯合國原子輻射效應科學委員會（UNSCEAR）認為TORCH所報告裡的污染地區不夠全面，認為還有更多地區的銫-137污染程度會超過40,000或4,000 贝克勒尔每米。
車諾比災難不只污染了周圍的鄉鎮，它還藉由氣流的幫助，因此能夠沒有規律地往外面散開。根據蘇聯及西方科學家的報告指出：掉落在蘇聯的輻射塵有60%在白俄羅斯。而由TORCH 2006的報告指出有一半的易揮發粒子掉落在烏克蘭、白俄羅斯、及俄羅斯以外的地方。在俄羅斯聯邦布良斯克的南方極大的區域和烏克蘭北方的部份地區，都被輻射物質污染。

### 事故伤亡
意外發生後，馬上有203人立即被送往醫院治療，其中31人死亡，當中有28人死於過量的輻射。死亡的人大部份是消防隊員和救護員，因為他們並不知道意外中含有輻射的危險。為了控制核電輻射塵的擴散，當局立刻派人將135,000人撤離家園，其中約有50,000人是居住在車諾比附近的普里皮亞特鎮居民。衛生單位預測在未來的70年間，受到5–12艾貝克輻射而導致癌症的人，比例將會上升2%。另外，已經有10人因為此次意外而受到輻射，並死於癌症。
2005年9月，聯合國、國際原子能機構、世界衛生組織、聯合國開發計劃署、烏克蘭和白俄羅斯政府以及切尔诺贝利论坛等其他聯合國團體，一起合作完成了一份關於核事故的總體報告。報告指出事件死亡人數可達4000人，世界衛生組織更包括了死於核輻射的47名救災人員，和九名死於甲狀腺癌症的兒童。
以下是事故造成的直接牺牲者：
| 俄文名字                             | 出生日期 死亡日期       | 死亡原因                      | 职务                                           | 描述 |
| ------------------------------------ | ----------------------- | ----------------------------- | ---------------------------------------------- | --- |
| 亚历山大·费奥多罗维奇·阿基莫夫       | 1953-05-06 ~ 1986-05-10 | 全身100%放射性烧伤 15戈瑞剂量 | 4号反应堆当班操纵长                            | 爆炸时在控制室；爆炸后以为是通向反应堆的循环水被某个关闭了的阀门阻碍，在试图恢复反应堆给水时遭到致命辐射；追授三级勇敢勋章 |
| 阿纳托利·伊万诺维奇·巴拉诺夫         | 1953-06-13 ~ 1986-05-20 | 急性放射病                    | 电子工程师、高级电气师                         | 追授三级勇敢勋章和十月革命勋章 |
| 维亚切斯拉夫·斯捷潘诺维奇·布拉日尼克 | 1957-05-03 1986-05-14   | 急性放射病                    | 汽轮发电机高级机械师                           | 爆炸时在涡轮机大厅，在7号汽轮发电机组变压器旁边打开汽轮机应急泄油阀时遭到附近一根反应堆燃料棒残骸的10希沃特的致命辐射，病逝于莫斯科的医院，追授三级勇敢勋章 |
| 维克托·米哈伊洛维奇·杰格佳连科       | 1954-08-10 1986-05-19   | 急性放射病                    | 反应堆操纵员                                   | 爆炸时位于主泵附近，脸部被一回路的过热蒸汽烫伤。追授三级勇敢勋章 |
| 阿纳托利·斯捷潘诺维奇·佳特洛夫       | 1931-03-03 1995-12-13   | 心脏病去世                    | 核电厂副总工程师                               | 主持当夜的反应堆试验。爆炸时在反应堆控制厅。受到4希沃特外照射。脸部、右手、腿部被辐射烧伤。被开除出党、1986年8月被捕，1987年8月判处10年徒刑，服刑3年。 |
| 尼古拉·亚历山德罗维奇·汉茹克         | 1960-06-26 1986-10-02   | 直升机坠毁                    | 直升机飞行员                                   | 直升机旋翼碰到一根建筑物缆线导致失事 |
| 瓦西里·伊万诺维奇·伊格纳坚科         | 1961-03-13 1986-05-13   | 急性放射病                    | 消防员                                         | 大士，第一批登上反应堆厂房屋顶灭火人员。在他试图扑灭屋顶和反应堆堆芯大火时遭到致命性的伤害，在莫斯科第6医院病逝。怀孕的妻子在醫院照顧他時，被其身上放出的放射線所影響，腹中孩子出現心力衰竭和由核污染导致的肝硬化，出生后不久死亡。追授红旗勋章和金星乌克兰英雄勋章 |
| 叶卡捷琳娜·亚历山德罗夫娜·伊万年科   | 1932-09-11 1986-05-26   | 急性放射病                    | 警卫人员                                       | 四号反应堆门卫，坚守岗位一整夜直至清晨 |
| 瓦列里·伊里奇·霍杰姆丘克             | 1951-03-24 1986-04-26   | 最初的爆炸                    | 反应堆主泵高级操纵员                           | 爆炸时在南侧主泵房，爆炸中直接遇难，尸体從來沒有被尋獲。追授三级勇敢勋章 |
| 列昂尼德·伊万诺维奇·赫里斯季奇       | 1953-02-28 1986-10-02   | 直升机坠毁                    | 直升机飞行员                                   | 与前述的汉茹克同机遇难 |
| 维克托·尼古拉耶维奇·基别诺克         | 1963-02-17 1986-05-11   | 急性放射病                    | 消防员                                         | 中尉，核电厂第二消防站负责人，在反应堆与中央大厅灭火中遭到致命辐射. 1987年追授苏联英雄 |
| 尤里·伊万诺维奇·科诺瓦尔             | 1942-01-01 1986-05-28   | 急性放射病                    | 电工                                           | 追授三级勇敢勋章 |
| 亚历山大·根纳季耶维奇·库德里亚夫采夫 | 1957-12-11 1986-05-14   | 急性放射病                    | 反应堆副操纵长                                 | 爆炸时在控制室。试图手工降下控制棒时却亲眼看到了暴露的堆芯，遭到致命辐射。追授三级勇敢勋章 |
| 阿纳托利·哈尔兰皮耶维奇·库尔古兹     | 1957-06-12 1986-05-12   | 急性放射病                    | 中央大厅操纵员                                 | 被涌入控制室的过热蒸汽烫伤 |
| 亚历山大·格里戈里耶维奇·列列琴科     | 1938-07-26 1986-05-07   | 25希沃特照射                  | 副电工长                                       | 以前是列宁格勒核电站的电工值长。为了救助一名年轻同事，他3次走过放射性冷却水与残骸去关闭电解液与氢气（用于汽轮机叶片冷却），然后试图给给水泵应急供电。在基辅的医院去世。                                                                                             |
| 维克托·伊万诺维奇·洛帕秋克           | 1960-08-22 1986-05-17   | 急性放射病                    | 电工                                           | 关闭电解液时遭到致命辐射 |
| 克拉夫季娅·伊万诺夫娜·卢兹冈诺娃     | 1927-05-09 1986-07-31   | 6希沃特辐射                   | 警卫                                           | 当班保卫距离4号反应堆200米远的乏燃料储藏房 |
| 亚历山大·瓦西里耶维奇·诺维克         | 1961-08-11 1986-07-26   | 急性放射病                    | 涡轮机机械检查员                               | 在7号汽轮发电机组变压器旁给控制室打电话时，遭到附近一根反应堆燃料棒残骸10希沃特的致命辐射，病逝于莫斯科的医院，追授三级勇敢勋章 |
| 伊万·卢基奇·奥尔洛夫                 | 1945-01-10 1986-05-13   | 急性放射病                    | 物理学家                                       | 在试图重启反应堆冷却水回路时遭到致命辐射 |
| 康斯坦丁·格里戈里耶维奇·佩尔丘克     | 1952-11-23 1986-05-20   | 急性放射病                    | 汽轮机操纵员，高级技师                         | 爆炸时在汽轮机大厅，在7号汽轮发电机组变压器旁，遭到附近一根反应堆燃料棒残骸的10希沃特的致命辐射，病逝于莫斯科的医院，追授三级勇敢勋章 |
| 瓦列里·伊万诺维奇·佩列沃兹琴科       | 1947-05-06 1986-06-13   | 急性放射病                    | 反应堆值长                                     | 在试图营救霍杰姆丘克、手工降下控制棒时体侧与后背遭到致命辐射，追授三级勇敢勋章 |
| 格奥尔基·伊利亚若诺维奇·波波夫       | 1940-02-21 1986-06-13   | 急性放射病                    | 哈尔科夫汽轮机厂员工                           | 振动学专家，爆炸发生时在8号汽轮机组的移动卡车实验室 |
| 弗拉基米尔·帕夫洛维奇·普拉维克       | 1962-06-13 1986-05-11   | 放射烧伤                      | 消防员                                         | 中尉, 第一批登上反应堆厂房的消防员的领导，在灭火中遭到致命辐射，于莫斯科第6医院病逝。1987年追授苏联英雄 |
| 维克托·瓦西里耶维奇·普罗斯库里亚科夫 | 1955-04-09 1986-05-17   | 急性放射病                    | 反应堆副操纵长                                 | 爆炸时在控制室，试图手工降下控制棒时却亲眼看到了暴露的堆芯，受到致命辐射，全身100%被辐射烧伤。追授三级勇敢勋章 |
| 弗拉基米尔·伊万诺维奇·萨文科夫       | 1958-02-15 1986-05-21   | 急性放射病                    | 哈尔科夫汽轮机厂员工                           | 振动学专家，爆炸发生时在8号汽轮机组的移动卡车实验室。第一个发病。 |
| 阿纳托利·伊万诺维奇·沙波瓦洛夫       | 1941-04-06 1986-05-19   | 急性放射病                    | 电工                                           | 追授三级勇敢勋章 |
| 弗拉基米尔·尼古拉耶维奇·沙舍诺克     | 1951-04-21 1986-04-26   | 热烧伤、辐射烧伤、休克        | 切尔诺贝利启动与调试公司员工, 负责调试自动系统 | 爆炸时在604房间, 发现时已经昏迷，被一根落下的房梁压埋，脊椎骨砸断，肋骨骨折，深度热烧伤与放射烧伤，当天在医院昏迷中死亡 |
| 弗拉迪米爾·尼基托維奇·舍甫琴科       | 1929-12-23 1987-03-29   | 癌症，急性放射病综合征        | 乌克兰摄影师                                   | 在切尔诺贝利抢险现场担任纪录电影拍摄。是1986年10月2日直升机坠毁影片的拍摄者。 |
| 阿纳托利·安德烈耶维奇·西特尼科夫     | 1940-01-20 1986-05-30   | 急性放射病                    | 副总工程师                                     | 被福明派遣到反应堆大厅与屋顶调查，遭到15希沃特辐射 |
| 列昂尼德·彼得罗维奇·捷利亚特尼科夫   | 1951-01-25 2004-12-02   | 死于癌症，受到4戈瑞照射       | 消防员                                         | 核电厂消防队队长。1987年获得苏联英雄称号 |
| 弗拉基米尔·伊万诺维奇·季舒拉         | 1959-12-15 1986-05-10   | 放射性烧伤                    | 消防员                                         | 中士， 基别诺克的队员，在反应堆与中央大厅灭火。 |
| 尼古拉·伊万诺维奇·季捷诺克           | 1962-12-05 1986-05-16   | 体内体外放射性烧伤、心脏水肿  | 消防员                                         | 大士, 基别诺克的队员，在反应堆与中央大厅灭火。 在莫斯科第6医院病逝 |
| 列昂尼德·费奥多罗维奇·托普图诺夫     | 1960-08-16 1986-05-14   | 急性放射病                    | 反应堆控制总工程师                             | 爆炸时在控制室的控制台前，与阿基莫夫一起试图重启反应堆水循环时遭到致命剂量辐射。追授三级勇敢勋章 |
| 尼古拉·瓦西里耶维奇·瓦舒克           | 1959-06-05 1986-05-14   |                               | 消防员                                         | 中士, 基别诺克的队员 |
| 尤里·阿纳托利耶维奇·韦尔希宁         | 1959-05-22 1986-07-21   | 急性放射病                    | 汽轮机机械检修员                               | 爆炸时在汽轮机大厅，在7号汽轮发电机组变压器旁，遭到附近一根反应堆燃料棒残骸的10希沃特的致命辐射，病逝于莫斯科的医院，追授三级勇敢勋章 |
| 弗拉基米尔·康斯坦丁诺维奇·沃罗比约夫 | 1956-03-21 1986-10-02   | 直升机坠毁                    | 直升机成员                                     | |
| 奥列克桑德尔·叶夫赫诺维奇·云金德     | 1958-04-15 1986-10-02   | 直升机坠毁                    | 直升机成员                                     | |

苏联政府征募了大量抢险者，负责整理现场并建造石棺，他们被称为「清理人」。根據俄羅斯的估計，大約有300,000到600,000的清理人在災變後的兩年內，進入離反應爐30公里的範圍內清除輻射污染物。清理人在清理的過程中接受到非常高劑量的輻射，从10毫希沃特到1希沃特不等，平均为120毫希沃特，85%人群的放射性剂量在20-500毫希沃特。这些人现今享有参加过战争的老兵的特殊社会福利待遇，包括就业、医疗、退休金等。这60万人包括数千种职业与岗位：
- 反应堆工作人员：尤里·科尔涅耶夫（Юрий Корнеев）、鲍里斯·斯托利亚尔丘克（Борис Столярчук）与亚历山大·尤甫琴科（Александр Ювченко）是4号反应堆发生爆炸时的机组值班人员中最后3名仍健在者。阿纳托利·佳特洛夫是爆炸时的4号机组的试验主管，也是切尔诺贝利核电厂副总工程师主管3号4号反应堆，遭到5.5希沃特辐射剂量，于1987年被判刑10年，服刑5年后出狱，写有一本书称切尔诺贝利核事故是由于设计原因而不是值班操纵员人为责任原因[35]，于1995年死于心脏病。
- 萨列耶夫·亚历山大·阿列克谢耶维奇（Александр Алексеевич Салеев），海军卫生勤务中校，是第一个4号机组屋顶的清理人，9月18日清晨在塔拉卡诺夫的陪伴下第一个进入4号机组屋顶，共进行了1分18秒的清理，铲除十余块高放射性石墨，他遭受了10伦琴的辐射，亲自为19日的大规模清理奠定基础，是公认的第一名屋顶清理人，2007年6月1日于家中逝世。
- 直接投入爆炸后灭火的消防员
- 苏联民防部队直接投入现场清理放射性污染物、控制反应堆链式反应的人员
- 苏联内务部队与民警直接参与了安全保卫、交通出入控制、居民疏散。乌克兰内务部至少749人获得勋章奖章，其中包括3名苏联英雄、4名乌克兰英雄。
- 军队与地方的医疗卫生工作者，包括：
  - 一批女性看门人，清理居民紧急撤离后住宅内的食物以避免传染病暴发。
  - 特殊猎人，负责扑杀居民紧急撤离后遗留的家畜。
- 军队航空兵与民航人员，参与了极危险的直升机抢险、紧急空运、航空放射性沾染监测等任务。
  - 米科拉·米科拉约维奇·梅利尼克（英语：Mykola Melnyk），是卡莫夫设计局的试飞员，在整个事故抢险中，从5月20日至9月9日共飞行46个架次52小时。其中最重要的一次飞行是6月19日驾驶卡莫夫直升机吊放安装一根18米长的巨大探针到被毁反应堆堆芯，第三次空中吊放尝试才获得成功。为此获得苏联英雄称号。
- 参与抢险的科学家、工程师、工人。运输业、建筑业工人。
- 媒体工作者，记录下现场抢险经过
- 表演艺术家，到现场慰问演出。

### 長期的健康影響
核電廠爆炸事故對車諾比居民造成的長期影響一直備受爭議。意外發生之後，人們的健康問題主要被放射性物質碘-131所影響。目前，有人擔心20年前的鍶-90和銫-137還會對土壤造成污染。而且，植物、昆蟲和蘑菇最表層的土壤會吸收銫-137。所以，有些科學家擔心核輻射會對當地人造成幾個世纪的影響。
在被輻射污染的地區裡，有許多小孩的輻射劑量高達50戈雷。這是因為他們在喝牛奶的過程中吸收了當地生產而被輻射污染的牛奶，當地牛奶是被碘-131所污染，碘-131的半衰期為8天。許多研究發現白俄羅斯、烏克蘭及俄羅斯的小孩也罹患甲狀腺癌比例快速增加。根據日本原子彈爆炸的事後調查統計預期，在車諾比地區的白血病在未來的幾年內將會增加。但直到目前為止，白血病病例的增加數量還不足以在統計學上推斷，並和輻射外洩有關。
丽贝卡·哈姆斯的TORCH報告於2006年另外指出，預計將會有更多，因這次事故而導致出的放射性物質碘-131（增加引起甲狀腺癌的主要物質），會散佈至蘇聯之外等地。有機會患上甲狀腺癌的地區，例如捷克和英國，他們均提出需要更多的研究來解決西歐方面的癌症問題。報告預計會額外有30,000至60,000人死於癌症，大部份固體癌症的潛伏期大約是在20至60年，還預計當中會有18,000至66,000名白俄羅斯人患上甲狀腺癌，最受輻射塵所污染的白俄羅斯地區的癌症個案会上升約40%。不过，這些病症當中，還會有很多潛在因素，所以無法於2006年初期準確地預計出正確的資料。另外，2005以来，45歲以下女性患上乳癌的個案亦有所上升。癌症以外，切尔诺贝利核事故與白內障和心血管疾病兩項非癌症疾病有關。
烏克蘭衛生局局長於2006年，發現有約240萬的烏克蘭人（包括428,000名兒童）受到這次事故的輻射塵，而導致影響身體和心理健康，又指境內流徙人士亦受到同樣的問題。
另外，國際癌症研究機構於2006年四月份報告，主題為「車諾比核事故釋放出的輻射塵，所導致在歐洲癌症人士的資料統計」。但是，他們又稱癌症人士的統計數目，較難做出一個較準確的統計表。當然，結果顯示出的是，現今歐洲癌症人士並沒有任何上升的趨勢。另外，例如在污染地區患上甲狀腺癌症的話，就一定是被事故里的輻射塵所感染。但其實最終的是，按照線性無門檻模型（linear no threshold model）在癌症方面上的研究，說出可能會在2065年之內，額外會有16,000多人死於癌症。他們的預計方針，是根據95%置信区间而定的。
虽然那些受到低劑量輻射所影響的人，幾乎沒有死亡率增加、癌症或先天缺陷的症狀，但是仍不能夠確定其原因與放射性污染的關聯。並未有證據或是觀察結果表示輻射引起生育力下降，接受輻射劑量也不會增加死胎，有問題的妊娠結果，分娩併發症及兒童整體健康的數量。 居住在污染區域內，有較低的出生率(或許是較高的墮胎率掩蓋住)。有報導先天性畸型溫和且穩定的增加，同時間無污染的地區人數也同步增加，可能是因為登記的人數增加導致這樣的結果。

#### 食物限制

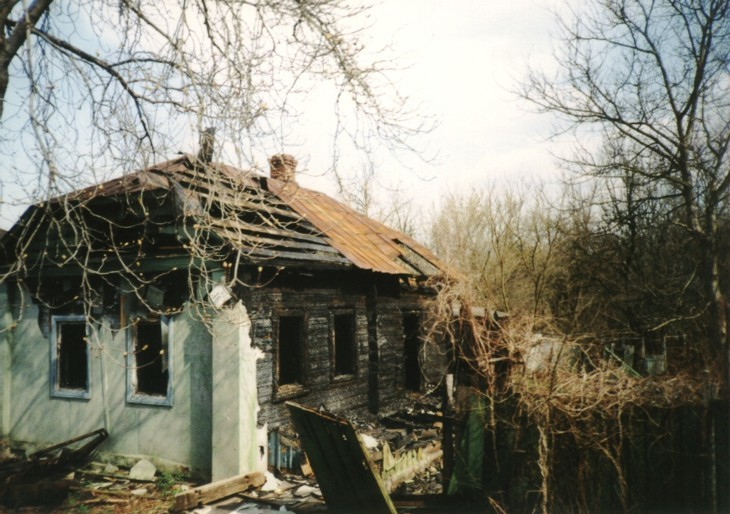
在車諾比附近的普里皮亞特 廢棄村莊

1986年4月，一些歐洲國家（除法國以外）已經強制實行食物限制，特別是菌類和牛奶。在災難過後20年，主要限制製造、運輸、消費過程中來自車諾比放射性塵埃的食物污染，尤其是對銫-137指標的控制，以防止它們進入人類的食物鏈。在瑞典和芬蘭的部分地區，部分肉類產品受到監控，包括在自然和接近自然環境下生活的羚羊等等。在德國、奧地利、意大利、瑞典、芬蘭、立陶宛和波蘭的某些地區，野味（包括野豬、鹿等）、野生蘑菇、漿果以及從湖裡打撈的食肉魚類的銫-137含量達到每千克幾千貝克。在德國一些野生蘑菇的銫-137含量甚至達到了40,000貝克/千克。按照2006年TORCH報告，這些地區的平均值約為6,800貝克/千克，是歐盟規定的600貝克/千克的10倍以上。由此歐盟委員會已經表示：「對於從這些成員國進口的某些食物的限制必須在未來維持多年」。
在英國，根據1985起實行的食物和環境保護條例（Food and Environment Protection Act，簡稱FEPA），從1986年起限制了放射行指標超過1000貝克/千克的綿羊的遷移和銷售。這項安全措施是根據歐盟委員會專家組第31項報告的建議而作出的。但是從1986年以來，受限制區域已經減少了96%： 從一開始限制區域幾乎包括了9000個農場和400萬頭綿羊，到2006年已經遞減到374個農場大約750平方公里的地區和約20萬頭綿羊。只有坎布里亞、北威爾士和蘇格蘭西南部的一些區域仍然受到限制。
在挪威，薩米人受到被污染的食物的影響，有些馴鹿因为吃了地衣而受到污染，因地衣在從空氣中獲取養分的過程中吸收了放射性微粒。

### 對自然世界的影響
在事故後，車諾比隔離區內變成部份野生動物的天堂。在隔離區內的動物比如老鼠已適應了輻射，牠們的壽命和沒受輻射影響地區的老鼠比較大約相同。下列為隔離區內再度出現或被引入的動物：山貓、貓頭鷹、大白鷺、天鵝、棕熊、歐洲野牛、蒙古野馬、獾、河狸、野豬、鹿、麋鹿、狐狸、野兔、水獺、浣熊、狼、水鳥、灰藍山雀、黑松雞、黑鸛、鶴、白尾鵰。
美國喬治亞大學的野生生態學家吉姆·畢斯利用可測量輻射的項圈追蹤了在車諾比強制疏散區生存的13隻狼，牠們在輻射強烈區域活動時，自然遭受較強輻射汙染。而其中一隻狼長途跋涉400公里，向東到了白俄羅斯，然後回到烏克蘭，最後抵達俄國，去找母狼交配（交配成功與否，未知）。另外提到小型動物如鳥類、嚙齒類、昆蟲的相關研究顯示：這些動物都有腫瘤、白內障、腦萎縮及發育不正常的跡象，且其排遺可能因此散播輻射到疏散區外。不過目前還不清楚狼群是否也會如此；車諾比周遭並沒有大量狼群會受到突變影響。且作者強調，還需要更多研究才能回答論文中提到的問題。此研究發表於《歐洲野生動物研究》期刊。

### 政治經濟影響
苏联政府為了處理事故，花費巨額金錢，並在其他因素的結合作用下，對蘇聯經濟造成嚴重且難以逆轉的傷害。更重要的是，此事故迫使蘇聯的政治比過去更透明開放，並且間接地向全球展示核子戰爭會造成的浩劫，與引發全球對核能發電的疑慮。切尔诺贝利核事故也是导致苏联在1991年解体的原因之一，前苏共中央总书记米哈伊尔·戈尔巴乔夫在苏联解体后曾称“比起我发起的开放改革举措，可能切尔诺贝利事件才是苏联解体的真正原因。”

## 與其他事故比較
將車諾比事故拿來與1984年印度波帕爾化學災變作比較來看。1984年12月3日美國聯合碳化印度分公司在波帕爾的化學工廠洩漏出40公噸有毒的異氰酸甲酯和其他有毒氣體，該毒氣殺死大約15,000人，並且使150,000至600,000人受到傷害。
以下為其他造成大量死傷的人為災害
- 1889年美國約翰鎮水災，2,209人死亡。
- 1938年中国花园口决堤事件，洪灾遇难89300人，间接造成了30—80余万人死亡。
- 1952年英國倫敦煙霧，英國倫敦大約12,000人死亡。
- 1975年8月中國河南“75·8”水库溃坝，死亡人数据不同资料从数万人到24万。

其他的核能輻射災變並沒有造成像車諾比一樣的嚴重災害。民用核能事故包含1964年7月24日美國羅德島查理斯鎮電廠發生添加燃料意外，只有1人死亡。1983年9月23日阿根廷布宜諾斯艾利斯實驗設備，亦只有1人死亡。1999年9月30日日本東海村JCO核能燃料再處理工廠臨界意外，共有兩人死亡。車諾比事故之前的商用核能電廠事故，包含1957年英國溫斯喬反應爐火災和1979年在美國的三哩島核泄漏事故核能電廠反應爐熔毀，這兩個事故都沒有顯示出有人員死亡的記錄。2011年3月11日，日本福岛第一核电站因地震引發核事故，為史上第二次七級核災。

## 事故后续

### 核电厂后续运作
車諾比電廠並沒有因為4號機組出問題而停止運作。由於缺乏能源，烏克蘭政府只封閉電廠的4號機，並且用200公尺長的水泥與其他機組隔開，讓其他3個機組繼續運作。1991年在2號機組發生一場火灾，烏克蘭政府當局隨後宣佈2號機組無法修復，必須終止運作。1996年11月，在烏克蘭政府與國際原子能總署的協議下，1號機組停止運作。2000年12月烏克蘭總統列昂尼德·丹尼洛維奇·庫奇馬，在一個正式典禮上關閉3號機組的運作。至此，整個車諾比發電廠就停止發電，不再運作。同型號的RBMK-1000發電廠還有另外11座，一直運行至2018年才慢慢逐步關閉，最後一座預計運作至2030年代中。

### 核电厂废墟中残留的放射性物质
根據官方估計，發生事故後的反應堆內大約還有95%的燃料（180公噸），該批燃料的總放射性達約1,800萬居里（670 皮贝克勒尔，1皮贝克勒尔 = 1015贝克勒尔）。現時殘留在內的放射性物質包括反應堆核心的碎片、塵埃以及熔岩狀的「燃料覆蓋物質」（fuel-containing materials、FCM）——事故發生初期時在反應堆內四處流竄，已經硬化成陶瓷狀物質。現時仍不能夠確定這些陶瓷狀物質能将放射性物質的釋放延緩多久。
透過秘密的估計，在該核電廠裡有至少有4公噸的放射性塵埃。不過，最新的估計已經調查關於燃料的數量，並保持在反應堆中的份量。一些估計指出，現在安置在燃料反應堆內的總數量，大約只有原先燃料的70%。由於爆炸，國際原子能機構失去5%的燃料。另外有人估計只有原先燃料的5～10%遗留于废墟裡面。
另外，水繼續漏入反應堆。在整個反應堆大樓內，被淹沒的環境散播出放射性物質。而反應堆大樓的地下室，同時也緩慢地充滿被核燃料所污染的物質，並且釋放出有放射性的廢物水。雖然已經修補在屋頂上形成的洞口，但是該洞口还是能夠在這種情況下繼續惡化。

### 旧石棺
1986年6月至11月，苏联政府投入大量人力，建造了被称为「石棺」的水泥圍牆和上盖以覆盖損毀的4號機組，以免輻射持續擴散。旧石棺由两根大樑支撐反应堆加固墙以及反应堆上盖。
但是，旧石棺只是一种临时防御措施，不能一劳永逸。虽然它被赋予了接近30年的寿命，但旧石棺本身非常脆弱，可能連一次小型地震或一陣強風都有可能引至旧石棺倒塌。首先，旧石棺的位置本身就已經很不安全，因為旧石棺是直接搭建在废墟之上的，它的基础并不牢固。切尔诺贝利前高级工程师尼古拉·斯坦伯格更指出，原计划以30万立方米混凝土加固反应堆外墙和上盖支撑钢梁，但碍于现场辐射剂量过高，时间紧迫，计划未能遂行。因此，旧石棺缺乏必要的焊接，甚至有些地方连螺丝钉也没有，旧石棺只能靠自身重量维持稳定。
此外，當時以人力及工業機器人搭建的旧石棺正在嚴重地風化。湿度是影响旧石棺寿命的重要因素。废墟内本身已经有大量放射性废水。旧石棺内相对密闭的空间令升温比降溫更加容易，更令废墟内濕度上升。高濕度當中会腐蝕旧石棺裡的混凝土和鋼。
如果反應堆大樓的牆和反應堆上盖倒塌，驚人數量的放射性灰塵和粒子將會被直接釋放到空氣中，会使輻射物質對周圍的環境產生危害。为此，當局曾經研究出好幾種加固旧石棺的方案。

### 新石棺

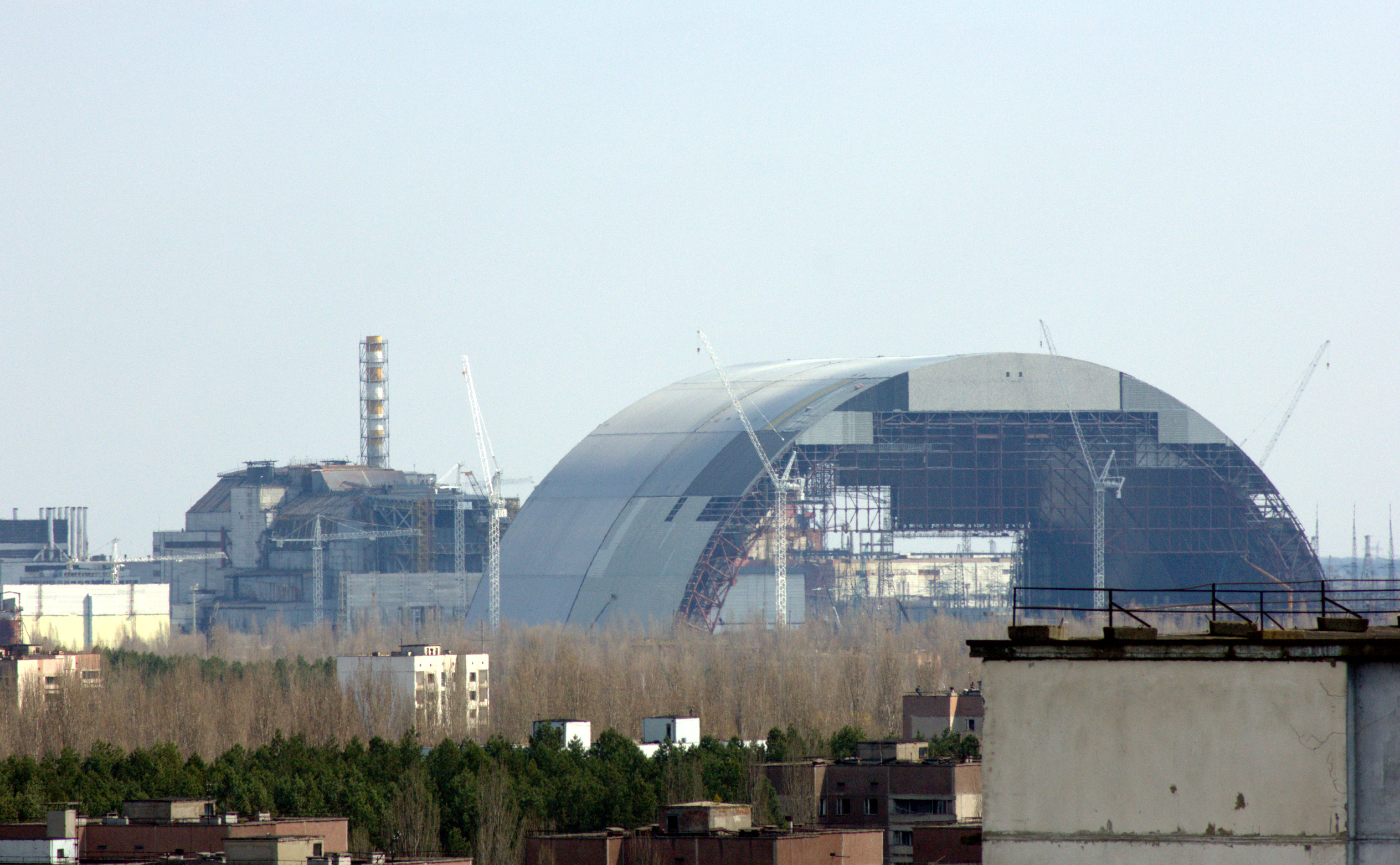
新石棺（右側拱頂建築）與車諾比核電廠遺址（舊石棺，左側），2015年4月

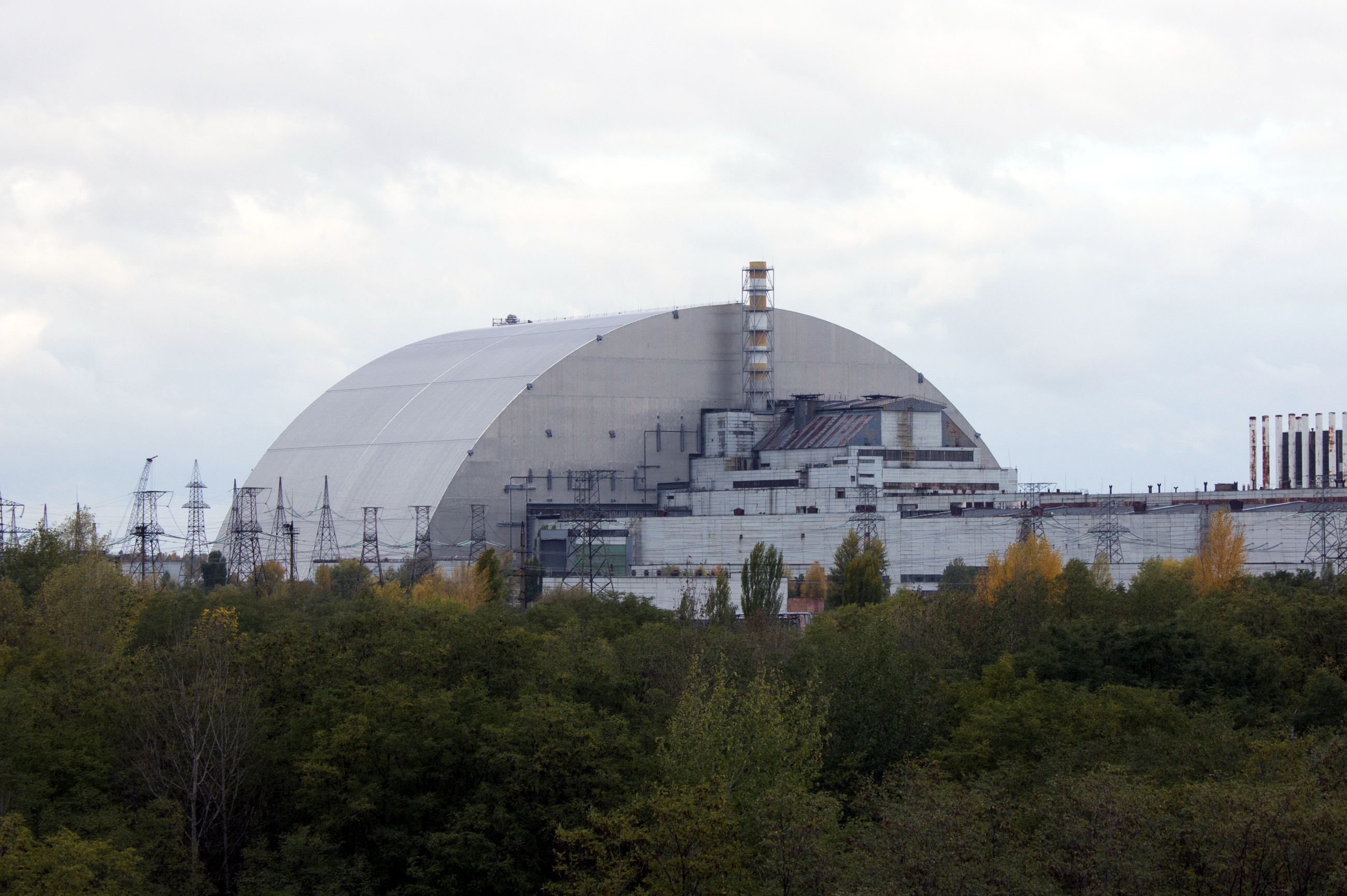
2017年10月，新石棺安裝完成現況

切尔诺贝利基金于1997年丹佛八国集团峰会成立，其遮蔽执行计划（Shelter Implementation Plan, SIP）将在4号机组反应堆废墟及其石棺上方建造新遮蔽结构体（New Safe Confinement, NSC），一個安全穩定、符合生態要求的新石棺。遮蔽执行计划將由Bechtel、Battelle、和Electricite de France共同管理設計，並由法國萬喜建築公司承建。它將包含一個可移動的拱形結構。為了避免輻射，它將在遠離遺址的位置建造，再進一步移到遺址上方。新的石棺將是有史以來人類建造最大的可移動建築物。2012年4月26日，即切尔诺贝利核电站事故26周年纪念日，新石棺开工建设。新石棺耗资9.35亿欧元，大多数资金是来自世界各国政府的捐赠。
2016年11月29日，新石棺正式安裝完成，高105公尺，長150公尺，寬257公尺。新石棺内配有巨型吊臂，能解体旧石棺及清除反应堆残骸，以便工程人员清理剩余的放射性材料。

## 相关作品
- 《車諾比的悲鳴》：诺贝尔文学奖得主斯韦特兰娜·阿列克谢耶维奇通过对当事人的采访、调查，写出了关于車諾比核事故及其后续、当事人们命运的纪实文学作品。[48][49]
- 《搶救車諾比》（英语：The Battle of Chernobyl）：2006年美国推出的纪录片，借用了事故当时摄影师拍的照片和档案影片。
- 《決勝時刻4：現代戰爭》中刺杀扎卡耶夫的关卡地图系仿照事后的切尔诺贝利制作。玩家将会经过荒废的居民楼、酒店和游乐场。
- 《厄夜車諾比》：2012年的一部美国恐怖片。
- 《反恐精英：全球攻势》：2012年推出的第一人称射击类游戏，其中一张名为死城之谜（Cache）的官方地图是以車諾比为主题，背景可见車諾比核電廠、荒废的游乐场等建筑。
- 《切尔诺贝利的大娘们》（英语：The Babushkas of Chernobyl）：2015年Holly Morris、Anne Bogart导演的纪录片。
- 《絕地求生》：2017年推出的大逃殺類遊戲，地圖以車諾比為主題，建築也照著車諾比核事件後受破壞的建築來设计。
- ：2019年5月開播的HBO迷你剧。虛實結合的方法展現於1986年蘇聯烏克蘭發生的車諾比核事故以及其善後工作的故事。
- 《明日之后》：2019年推出的一款末日下的人类生存游戏，其中一张名为远星城的地图里有一个游乐场，是切尔诺贝利游乐园的残骸。
- 《浩劫殺陣：車諾比之影》：游戏设定在一个近未来的平行世界，当中位于切尔诺贝利的核电厂再一次发生核子反应堆事故，严重地影响了电厂四周的环境。你需要在乌克兰军方及多方势力下，甚至是变异生物，超自然现象中生存下去
- 《核爆車諾比》(英語：Chernobyl: Abyss)：2021年上映的俄羅斯災難片。本片講述參與車諾比核災事故現場清理工作中，三名被稱為「自殺小隊」的英雄們的故事。
- 《另一個諾貝爾》：香港男歌手陳卓賢於2019年推出的單曲，歌曲意思是大眾普遍對諾貝爾的第一印象都是諾貝爾獎，而不是發生核事故的切爾諾貝爾，憑歌詞寄語凡事不要只看表面，要耐心理解內裏的意義。

## 參看
- 核動力
- 車諾比核電站
- 車諾比：因這次事件而被廢棄的城市。
- 車諾比戰役：2022年俄羅斯入侵烏克蘭的戰役之一。
- 普里比亞特：因這次事件而被廢棄的城市。
- 三哩岛核泄漏事故
- 東海村JCO臨界意外
- 國際核事件分級表
- 福島第一核電站事故
- 瓦列里·列加索夫：切尔诺贝利核事故調查委員會主任委員。
- 烏克蘭車諾比博物館
- 工程倫理
- 核安全